# Bologna Football Club 1922-1923
Questa voce raccoglie le informazioni riguardanti il Bologna Football Club nelle competizioni ufficiali della stagione 1922-1923.

## Stagione
Il Bologna nell'annata 1922-1923 partecipò alla Prima Divisione, classificandosi al terzo posto nel girone B della Lega Nord.

## Divise
| Casa | Trasferta |

## Rosa
| N. |                   | Ruolo | Calciatore         |
| -- | ----------------- | ----- | ------------------ |
|    | Italia (bandiera) | P     | Giuseppe Bazzeghin |
|    | Italia (bandiera) | P     | Franco Gianese     |
|    | Italia (bandiera) | D     | Rino Micheli       |
|    | Italia (bandiera) | D     | Gino Spadoni       |
|    | Italia (bandiera) | D     | Luigi Modoni       |
|    | Italia (bandiera) | D     | Federico Rossi     |
|    | Italia (bandiera) | D     | Piero Pilati       |
|    | Italia (bandiera) | D     | Felice Gasperi     |
|    | Italia (bandiera) | D     | Arrigo Busi        |

| N. |                   | Ruolo | Calciatore           |
| -- | ----------------- | ----- | -------------------- |
|    | Italia (bandiera) | C     | Pietro Genovesi      |
|    | Italia (bandiera) | C     | Gastone Baldi        |
|    | Italia (bandiera) | A     | Cesare Alberti       |
|    | Italia (bandiera) | A     | Giuseppe Rubini      |
|    | Italia (bandiera) | A     | Bernardo Perin       |
|    | Italia (bandiera) | A     | Giuseppe Della Valle |
|    | Italia (bandiera) | A     | Alberto Pozzi        |
|    | Italia (bandiera) | A     | Angelo Schiavio      |
|    | Italia (bandiera) | A     | Giuseppe Baccilieri  |

## Risultati

### Campionato di 1ª divisione

#### Lega Nord girone B

##### Girone di andata
| Arbitro: | Grossi (Milano) |

|                          |           |                                              |
| Castelli 21’ Zanotto 85’ | Marcatori | 23’, 27’ Della Valle III 69’ Pozzi 82’ Baldi |

| Arbitro: | Scamoni (Torino) |

|                                                          |           |          |
| Della Valle III 15’, 16’ Alberti 69’ Pozzi 86’ Perin 87’ | Marcatori | 17’ Tosi |

| Arbitro: | A.Gama (Milano) |

|                          |           |             |
| Santamaria 52’ Sardi 87’ | Marcatori | 54’ Alberti |

| Arbitro: | Brunetti (Torino) |

|  |           |                                                              |
|  | Marcatori | 4’, 41’, 53’, 66’, 71’, 72’ Della Valle III 82’, 89’ Alberti |

| Arbitro: | Agostini (Firenze) |

|                                    |           |  |
| Perin 35’, 50’ Della Valle III 57’ | Marcatori |  |

| Arbitro: | Bellini (Padova) |

|  |           |              |
|  | Marcatori | 74’ Genovesi |

| Arbitro: | Feusler (Genova) |

|             |           |                     |
| Bonzani 55’ | Marcatori | 40’ Della Valle III |

| Arbitro: | Olivari (Genova) |

|                                                     |           |  |
| Baldi 16’ Perin 36’, 85’ Pozzi 62’, 77’ Gasperi 69’ | Marcatori |  |

| Arbitro: | Galletti (Genova) |

|                           |           |  |
| Baccilieri 38’ Rubini 64’ | Marcatori |  |

| Arbitro: | Majani (Torino) |

|                        |           |           |
| Conenna 1’ Gallotti 3’ | Marcatori | 60’ Perin |

| Arbitro: | A.Gama (Milano) |

|                                         |           |            |
| Perin 18’, 29’ Della Valle III 40’, 43’ | Marcatori | 53’ Blando |

##### Girone di ritorno
| Arbitro: | Crivelli (Milano) |

|                                                        |           |  |
| Perin 6’, 58’ Della Valle III 35’ Pozzi 68’ Rubini 80’ | Marcatori |  |

| Arbitro: | A.Gama (Milano) |

|             |           |                |
| Schiavio 4’ | Marcatori | 37’, 48’ Sardi |

| Arbitro: | Ricci (Modena) |

|                             |           |                  |
| Genovesi 75’, 79’ Perin 87’ | Marcatori | 51’ Santagostino |

| Arbitro: | Trezzi (Milano) |

|                 |           |              |
| Talamazzini 79’ | Marcatori | 69’ Schiavio |

| Arbitro: | Storer (Venezia) |

| |           |  |
| Baldi 2’ Perin 14’, 43’ Schiavio 17’, 55’, 81’ Genovesi 34’, 52’, 60’, 82’, 83’ Pozzi 48’ Rubini 61’ Schiffo 66’ (aut.) | Marcatori |  |

| Arbitro: | Germani (Padova) |

|                     |           |                         |
| Rubini 3’ Pozzi 69’ | Marcatori | 84’ Salamina 87’ Crotti |

| Rivarolo Ligure 8 aprile 1923 18ª giornata | Rivarolese       | 0 – 0 | Bologna | Campo della Torbella\| Arbitro: \| Scamoni (Torino) \| |
| Arbitro:                                   | Scamoni (Torino) |       |         |                                                        |

| Modena 22 aprile 1923 19ª giornata | Modena | 2 – 0 | Bologna | Campo di Viale Fontanelli |

| Arbitro: | Trezzi (Milano) |

|                                                                 |           |  |
| Pozzi 38’ Della Valle III 57’ Rubini 66’ Schiavio 76’ Perin 89’ | Marcatori |  |

| Arbitro: | Olivari (Genova) |

|                                |           |               |
| Blando 20’ Genovesi 33’ (aut.) | Marcatori | 1’, 15’ Perin |

| Arbitro: | Bistoletti (Milano) |

|          |           |  |
| Tosi 66’ | Marcatori |  |

## Statistiche

### Statistiche di squadra
| Competizione                           | Punti | In casa | In casa | In casa | In casa | In casa | In casa | In trasferta | In trasferta | In trasferta | In trasferta | In trasferta | In trasferta | Totale | Totale | Totale | Totale | Totale | Totale | DR  |
| Competizione                           | Punti | G       | V       | N       | P       | Gf      | Gs      | G            | V            | N            | P            | Gf           | Gs           | G      | V      | N      | P      | Gf     | Gs     | DR  |
| -------------------------------------- | ----- | ------- | ------- | ------- | ------- | ------- | ------- | ------------ | ------------ | ------------ | ------------ | ------------ | ------------ | ------ | ------ | ------ | ------ | ------ | ------ | --- |
| Prima Divisione (girone B - Lega Nord) | 27    | 11      | 8       | 1       | 2       | 47      | 8       | 11           | 3            | 4            | 4            | 19           | 13           | 22     | 11     | 5      | 6      | 66     | 21     | +45 |